# 大快活
大快活（中国語: 大快活、英語: Fairwood）は、香港を代表する中華料理・洋食・ファーストフード店のひとつ。香港では有名なファーストフード店の一つである。

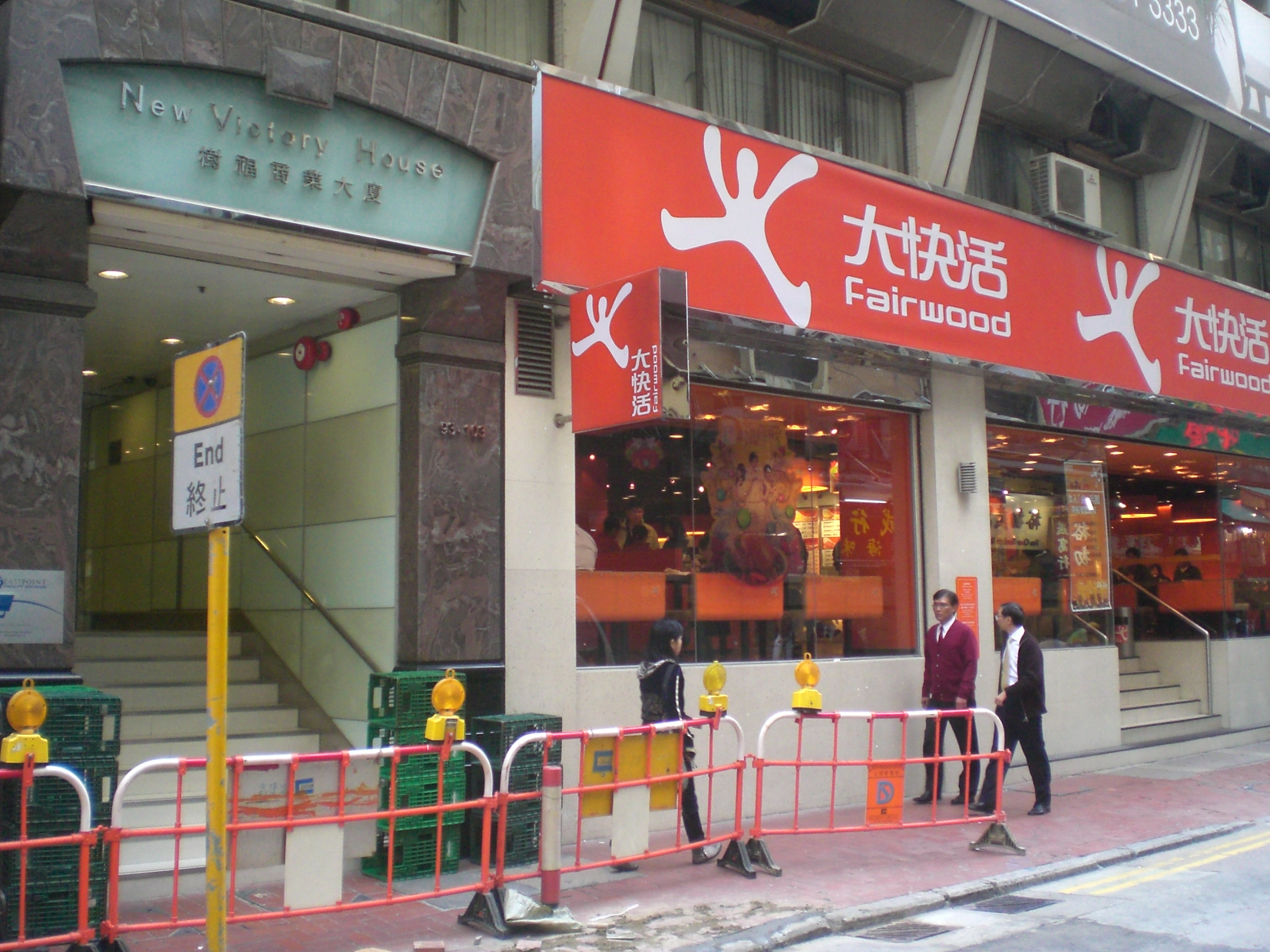
香港、上環の店舗

## 概要
喫茶店とファミリーレストランを兼ね備えた、香港では茶餐廳と呼ばれる形式のチェーン店。手頃な値段と季節に合わせて登場するメニューが特徴。
現在は香港に94店舗、また、中国本土の深圳、広州、北京などの大陸の都市にも店舗を展開している。
1990年代のスローガンは「挑戦無限分」、2000年代のスローガンは「係時候大快活」。

## 歴史
大快活は1972年の12月、香港の荃湾で開店し、その後中環などの香港の都心部にも勢力を伸ばしていった。現在では大家楽や美心MXと並んで香港を代表するファーストフード店にまで成長した。

## ロゴマークの改定
2003年11月より、約30年ほど改定されなかったロゴマークが改定された。デザイナーは陳幼堅である。以前のピエロをモチーフにしたロゴマークから、人をかたどったオレンジ色のロゴマークに変更された。

## メニュー
大快活のメニューは中華料理、西洋料理、和食など多種多様である。